# Kościół Świętej Trójcy w Niżankowicach
Kościół pw. Świętej Trójcy w Niżankowicach – gotycki kościół parafialny, usytuowany na placu w dawnym miasteczku Niżankowice na Ukrainie (obecnie osiedle typu miejskiego w obwodzie lwowskim, w rejonie starosamborskim) 2 kilometry od granicy Ukrainy i Polski, przy drodze wiodącej do Dobromila. 

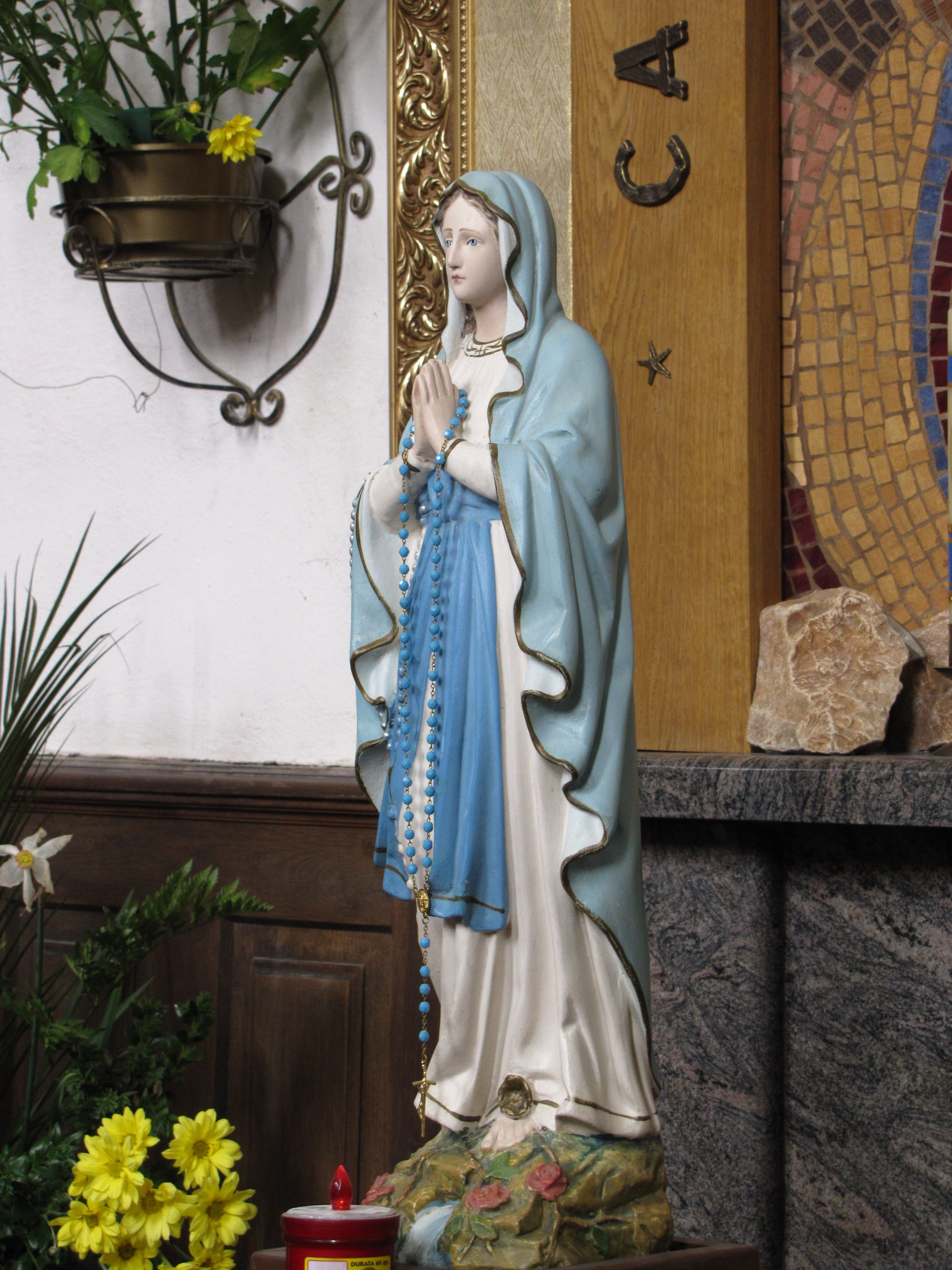
Figurka Matki Bożej Fatimskiej w Niżankowicach

Kościół został zbudowany w latach 1448–1451; a parafia powstała z przywileju króla Kazimierza Jagiellończyka 26 sierpnia 1451 roku, a w 1524 roku kościół został uszkodzony w wyniku najazdu tatarskiego i został odbudowany. kolejna przebudowa była w I połowie XVIII wieku. 17 września 1730 roku kościół został konsekrowany przez sufragana przemyskiego bp Andrzeja Pruskiego. W 1910 roku zbudowano murowaną dzwonnicę. W latach 1914–1915 kościół został uszkodzony w wyniku działań wojennych, a wyposażenie zrabowane przez kozaków. W latach 1511–1927 kościół był pod zwierzchnictwem „kolegium wikarych” z Przemyśla jako expozytura, a od 1927 roku samodzielna parafia. Po II wojnie światowej w latach 1945–1948 zwierzchnictwo nad kościołem sprawował ks. Jan Szetela z Nowego Miasta, (w kościele znajduje się tablica upamiętniająca ks. Jana Szetelę). W 1948 roku kościół został zajęty przez Sowietów i zamieniony na kołchozowy magazyn zboża, nawozów i stajnię dla koni. Następnie po przeniesieniu magazynów pozostał opuszczony.
W 1989 roku kościół został zwrócony wiernym, a 19 października 1991 roku odbyła się jego rekonsekracja, której dokonał sufragan lwowski bp o. Rafał Kiernicki.
Wewnątrz kościoła znajduje się uznana za cudowną figurka Matki Bożej Fatimskiej, która w latach 2005–2006 roniła łzy. Obecnie są organizowane procesje fatimskie, które mają charakter ekumeniczny, w których uczestniczą: rzymokatolicy, grekokatolicy i prawosławni. 
2 czerwca 2007 roku kościół został ogłoszony Sanktuarium Najświętszej Maryi Panny Matki Bożej Opatrzności (ogłoszenia dokonał redaktor naczelny „Niedzieli” ks. Ireneusz Skubiś. Parafia przynależy do dekanatu samborskiego.

## Zobacz
- Niżankowice
- Parafia Świętej Trójcy w Niżankowicach